# Gare de Kurihashi
La gare de Kurihashi (栗橋駅, Kurihashi-eki) est une gare ferroviaire de la ville de Kuki, dans la préfecture de Saitama au Japon. La gare est exploitée par les compagnies JR East et Tōbu.

## Situation ferroviaire
La gare est située au point kilométrique (PK) 57,2 de la ligne principale Tōhoku (ligne Utsunomiya) et au PK 13,9 de la ligne Tōbu Nikkō.

## Histoire
La gare de Kurihashi a été inaugurée le 16 juillet 1885. La ligne Tōbu Nikkō y arrive le 1er avril 1929.

## Service des voyageurs

### Accueil
La gare dispose d'un bâtiment voyageurs, avec guichets, ouvert tous les jours.

### Desserte

#### JR East
- Ligne Utsunomiya :
  - voie 1 : direction Ōmiya, Tokyo (par la ligne Ueno-Tokyo), Shinjuku (par la ligne Shōnan-Shinjuku), Yokohama et Ōfuna
  - voie 3 : direction Oyama et Utsunomiya

#### Tōbu
- Ligne Tōbu Nikkō :
  - voie 1 : direction Tōbu-dōbutsu-kōen, Kita-Senju et Asakusa
  - voies 2 et 3 : direction Tochigi et Tōbu Nikkō